# Saison 2014-2015 du Montpellier Hérault Sport Club (féminines)
Maillots
Chronologie
Saison précédente Saison suivante
La saison 2014-2015 de la section féminine du Montpellier Hérault Sport Club est la dix-huitième saison consécutive du club héraultais en première division du championnat de France et la vingt-deuxième saison du club à ce niveau depuis 1985.
Jean-Louis Saez est à la tête du staff montpelliérain lors de cette nouvelle saison qui fait suite à plusieurs saisons aux avant-postes pour le club, sans pour autant parvenir à décrocher un titre national. Les objectifs pour cette saison sont donc identiques à ceux des saisons précédentes, les dirigeants espérant au moins une qualification européenne qui échappe aux pailladines depuis quatre saisons. Malheureusement, les saisons se suivent et se ressemblent les montpelliéraines terminant une nouvelle fois à la quatrième place du championnat derrière toujours le même trio de tête.
Le Montpellier HSC évolue également au cours de la saison en Coupe de France et rate son quatrième titre dans la compétition en s'inclinant deux buts à un face à l'Olympique lyonnais.

## Avant saison

### Transferts
Lors de l'inter-saison, le Montpellier HSC voit partir à la retraite trois grands noms du football féminin mondial, la Suédoise Josefine Oqvist et les deux Françaises, Hoda Lattaf et Ophélie Meilleroux. À ces trois départs s'ajoutent des transferts dans divers clubs de l'hexagone, Élodie Ramos, Zohra Ayachi et Ludivine Diguelman signent au FF Nîmes Métropole Gard en Division 2, alors que Fanny Tenret retrouve le FC Sète en Division d'Honneur Régionale. Enfin, trois joueuses signent dans d'autres clubs de Division 1, il s'agit de Stéphanie de Reviere au Rodez AF et de Charlotte Bilbault et de Cynthia Viana à l'ASJ Soyaux.
Pour parer à ces nombreux départs, les dirigeants décident de se renforcer en allant chercher plusieurs joueuses à l'étranger. Les Montpelliéraines voient ainsi débarquer la Suédoise Sofia Jakobsson en provenance du BV Cloppenburg (de) qui vient d'être relégué dans le championnat allemand, la Camerounaise Francine Zouga en provenance du LM Yaoundé, l'Américaine Genessee Daughetee en provenance du Bay Area Breeze (en) et un autre Suédoise, Linda Sembrant, qui arrive du Tyresö FF. Mais le club recrute également en France en faisant signer Laetitia Tonazzi joueuse de l'Olympique lyonnais et Valérie Gauvin du Toulouse FC et compte sur son centre de formation en promouvant deux jeunes joueuses, Sakina Karchaoui  et Morgane Nicoli.
Lors du mercato hivernal, les dirigeants montpelliérains annoncent l'arrivée d'Iryna Zvarych pour six mois, mais doivent également faire face aux départs de Francine Zouga et Jennifer Beattie.

### Préparation d'avant-saison
Les montpelliéraines débutent leur préparation par une nette victoire sur le terrain du Rodez AF sur le score de quatre buts à zéro avant de connaitre une grosse désillusion lors de leur deuxième matchs face au Paris Saint-Germain qui les étrillent sur le score de cinq buts à zéro. La suite de la préparation à des accents hispaniques puisque les filles de Jean-Louis Saez affrontent deux équipes de Primera División, le Levante UD pour une défaite un but à zéro et le Valence FCF pour une victoire deux buts à un.

## Compétitions

### Championnat

#### Phase aller - Journée 1 à 11
Le championnat débute pour le Montpellier HSC par un déplacement chez le FF Issy que les montpelliéraines négocient plutôt bien en s'imposant trois buts à un grâce notamment à un doublé de Sofia Jakobsson, avant de s'imposer tout aussi facilement à domicile lors de la journée suivante sur le score de trois buts à zéro face à l'ASPTT Albi. Se présente alors une série de matchs plus difficile à négocier face aux cadors du championnat, les filles de Jean-Louis Saez chutent lourdement chez l'Olympique lyonnais, quatre buts à zéro, avant d'être battu sur le fil par le Paris SG qui s'impose dans les dernières secondes du match au Stade Jules Rimet. Les pailladines se ressaisissent dès la journée suivante en allant étriller chez elles les joueuses de l'AS Saint-Étienne sur le score de quatre buts à zéro, leur permettant de remonter sur le podium, mais ne confirme pas à domicile en étant tenu en échec zéro partout lors de la réception du Rodez AF. Cette contre-performance est rapidement oubliée par une écrasante victoire la semaine suivante sur la pelouse de l'Arras FCF sur le score sans appel de six buts à zéro, avant d'être une nouvelle fois mis en doute par la bonne prestation des joueuses de l'EA Guingamp qui accroche à leur tour les montpelliéraines sur le score de zéro partout à domicile, puis par les joueuses du FC Metz qui tiennent à leur tour les joueuses de Jean-Louis Saez en échec sur le score de deux buts partout et enfin les joueuses de l'ASJ Soyaux qui résiste également aux assauts montpelliérains sur le score d'un but partout. Du fait des intempéries frappant la région du Languedoc-Roussillon, le match de la 11e journée opposant les montpelliéraines au FCF Juvisy est reporté aux 26 avril, les pailladines se rattrapent après leur défaite en coupe de France en s'imposant trois buts à un face aux franciliennes.

#### Phase retour - Journée 12 à 22
Le premier match retour de la saison permet aux pailladines de se rassurer après une série de nuls contre des équipes réputés plus faible en s'imposant sur le score de sept buts à un sur le terrain de l'ASPTT Albi grâce notamment à un triplé de Sofia Jakobsson, avant d'être très sévèrement battue à domicile cinq buts à un par l'Olympique lyonnais lors de la journée suivante, puis par le Paris Saint-Germain sur le score de deux buts à un lors de la journée suivante. Après une qualification difficile en coupe, les filles de Jean-Louis Saez se ressaisissent en s'imposant par la plus petite des marges face à l'AS Saint-Étienne grâce à un but de Rumi Utsugi, puis en s'imposant largement sur la pelouse du Rodez AF sur le score de quatre buts à zéro grâce à un doublé de Sofia Jakobsson et encore plus largement face à l'Arras FCF sur le score de huit buts à zéro avec trois joueuses réalisant un doublé. Les pailladines sont arrêtées lors de la dix-huitième journée par l'EA Guingamp qui les tient en échec sur le score d'un but partout alors que dans le même temps l'équipe masculine s'impose contre les guingampais. Encore sur un nuage après leur qualification en coupe, les filles de Jean-Louis Saez écrasent lors de la 19e journée le FC Metz cinq buts à zéro, avant de venir plus difficilement à bout de l'ASJ Soyaux sur le score d'un but à zéro grâce à une réalisation de Laetitia Tonazzi. Lors de deux dernières journées de championnat les pailladines montrent toutes leurs qualités en s'imposant chez le FCF Juvisy trois buts à un avant de défier le FF Issy lors de l'ultime journée de championnat et d'écraser les franciliennes sur le score de neuf buts à zéro.

### Classement final et statistiques
Le Montpellier HSC termine le championnat à la quatrième place avec 13 victoires, 5 matchs nuls et 4 défaites. Une victoire rapportant quatre points, un match nul deux points et une défaite un point, le MHSC totalise 66 points soit vingt-deux points de moins que le club sacré champion, l'Olympique lyonnais. Les Montpelliéraines possèdent la troisième meilleure attaque du championnat et la troisième défense.
L'Olympique lyonnais est qualifié pour la phase finale de la Ligue des Champions 2015-2016 ainsi que le Paris SG qui occupe la deuxième place. Les trois clubs relégués en Division 2 sont le FC Metz et le FF Issy après un an au plus haut niveau et l'Arras FCF qui redescend après deux saisons en première division.
| Rang | Équipe             | Pts | J  | G  | N | P  | Bp  | Bc | Diff |
| ---- | ------------------ | --- | -- | -- | - | -- | --- | -- | ---- |
| 1    | Olympique lyonnais | 88  | 22 | 22 | 0 | 0  | 147 | 6  | +141 |
| 2    | Paris SG           | 82  | 22 | 20 | 0 | 2  | 88  | 9  | +79  |
| 3    | FCF Juvisy         | 67  | 22 | 15 | 0 | 7  | 53  | 25 | +28  |
| 4    | Montpellier HSC    | 66  | 22 | 13 | 5 | 4  | 63  | 20 | +43  |
| 5    | EA Guingamp        | 64  | 22 | 13 | 3 | 6  | 41  | 31 | +10  |
| 6    | ASJ Soyaux         | 48  | 22 | 7  | 5 | 10 | 26  | 57 | -31  |
| 7    | Rodez AF           | 46  | 22 | 7  | 3 | 12 | 33  | 50 | -17  |

- Phase finale de la Ligue des Champions 2015-2016

### Coupe de France
La coupe de France 2014-2015 est la 14e édition de la coupe de France, une compétition à élimination directe mettant aux prises les clubs de football à travers la France métropolitaine et les DOM-TOM. Elle est organisée par la FFF et ses ligues régionales.
Le tirage au sort des 1/32e de finale de la compétition débouche pour les Pailladines sur un derby face aux voisines du Nîmes Métropole Gard, leader de son groupe de Division 2. Le match a tout du match piège pour les joueuses de l'élite qui s'en sortent de justesse lors de la séance de tirs au but, après qu'une ancienne joueuse du club, Élodie Ramos, a égalisé dans les derniers instants du match. Lors du tour suivant, les Montpelliéraines sont plus conquérantes en écrasant sept buts à zéro l'AS Muretaine avec un quadruplé de Valérie Gauvin avant de sortir le petit poucet de la compétition lors des huitièmes de finale en écrasant l'ETG Ambilly cinq buts à zéro. Pour se qualifier pour la finale, les Pailladines doivent passer par deux clubs de première division. Après avoir éliminé lors d'un match âpre le FCF Juvisy remporté deux buts à un, elles doivent faire face à un autre défi, celui d'aller battre l'AS Saint-Étienne sur ses terres lors des demi-finale. Réduit à dix dès la demi-heure de jeu alors qu'elles mènent un but à zéro, les Pailladines vont tenir le coup et se qualifier pour la finale de la compétition où elles retrouvent l'Olympique lyonnais pour la cinquième fois à ce stade de la compétition pour deux finales remportées par chaque équipe. Malheureusement, après avoir ouvert le score par Sofia Jakobsson, les Montpelliéraines ne vont pas tenir le coup et céder finalement sur le score de deux buts à un, laissant une nouvelle fois l'occasion de remporter un titre et de sauver leur saison.

### Matchs officiels de la saison
Le tableau ci-dessous retrace les rencontres officielles jouées par le Montpellier HSC durant la saison. Les buteurs sont accompagnés d'une indication sur la minute de jeu où est marqué le but et, pour certaines réalisations, sur sa nature (penalty ou contre son camp).
| Compétition     | Débute au tour | Place ou tour final | Matches joués | Gagnés | Nuls | Perdus | Buts pour | Buts contre | Différence |
| Division 1      | -              | -                   | 22            | 13     | 5    | 4      | 63        | 20          | +43        |
| Coupe de France | 1/32 de finale | -                   | 6             | 4      | 1    | 1      | 17        | 4           | +13        |
| Total           | -              | -                   | 28            | 17     | 6    | 5      | 80        | 24          | +56        |

## Joueurs et encadrement technique

### Encadrement technique
L'équipe est entraînée par Jean-Louis Saez, un entraîneur de 47 ans, en poste depuis l'été 2013 et ancien joueur du club dans les années 1980. Il a fait ses armes à l'AC Arles-Avignon où il a entraîné l’équipe première de 1992 à 2005, avant de s'occuper des jeunes du MHSC (-15 ans) et du Nîmes Olympique (-19 ans), pour retrouver l'AC Arles-Avignon en équipe réserve, puis en Ligue 1 le temps d’un intérim.

### Statistiques individuelles
| Joueuse          | Total |
| Rumi Utsugi      | 6     |
| Marion Torrent   | 4     |
| Viviane Asseyi   | 3     |
| Sofia Jakobsson  | 3     |
| Claire Lavogez   | 3     |
| Laetitia Tonazzi | 3     |
| Marina Makanza   | 2     |
| Sandie Toletti   | 2     |
| Meryll Wenger    | 2     |
| Jennifer Beattie | 1     |

| Joueuse          | Total |
| Sofia Jakobsson  | 20    |
| Valérie Gauvin   | 10    |
| Laetitia Tonazzi | 9     |
| Claire Lavogez   | 9     |
| Lindsey Thomas   | 7     |
| Marina Makanza   | 5     |
| Kelly Gadea      | 4     |
| Viviane Asseyi   | 4     |
| Sandie Toletti   | 3     |
| Rumi Utsugi      | 3     |
| Linda Sembrant   | 2     |
| Jennifer Beattie | 1     |
| Manon Uffren     | 1     |
| Marion Torrent   | 1     |

### Joueuses en sélection nationale
Cinq joueuses de l'effectif du Montpellier HSC ont déjà connus les honneurs d'être appelées en équipe de France. Cependant sur les cinq, seulement Laëtitia Tonazzi est appelée régulièrement chez les bleues.
Cinq autres joueuses sont également internationales, Rumi Utsugi avec l'équipe du Japon, sacrée championne du monde en 2011, Jennifer Beattie avec l'équipe d'Écosse, Francine Zouga avec l'équipe du Cameroun et les deux suédoises, Linda Sembrant et Sofia Jakobsson.

## Affluence et télévision

### Affluence
Affluence du MHSC à domicile

### Retransmission télévisée
Profitant de la médiatisation de la Coupe du monde, la FFF avait lancé le lundi 11 juillet 2012 l’appel d’offre pour les droits TV du championnat de France. Ces derniers ont été remportés par France Télévision en duo avec la chaine Eurosport pour un contrat s'élevant à 110 000 euros.

## Équipe réserve et équipes de jeunes
Le club héraultais possède une équipe des moins de 19 ans qui participe au Challenge National Féminin U19. Lors de la phase finale, les montpelliéraines s'inclinent contre l'Olympique lyonnais sur le score de six buts à deux, laissant filer le titre à ces dernières.
| Rang | Équipe             | Pts | J  | G  | N | P | Bp | Bc | Diff |
| ---- | ------------------ | --- | -- | -- | - | - | -- | -- | ---- |
| 1    | Montpellier HSC    | 57  | 16 | 13 | 2 | 1 | 81 | 10 | +71  |
| 2    | Toulouse FC        | 57  | 16 | 13 | 2 | 1 | 88 | 11 | +77  |
| 3    | ASJ Soyaux         | 54  | 16 | 12 | 2 | 2 | 71 | 14 | +57  |
| 4    | ES Blanquefortaise | 41  | 16 | 8  | 1 | 7 | 31 | 37 | -6   |

- Qualifié pour la phase finale